# Campionat d'Àustria de ciclisme en contrarellotge

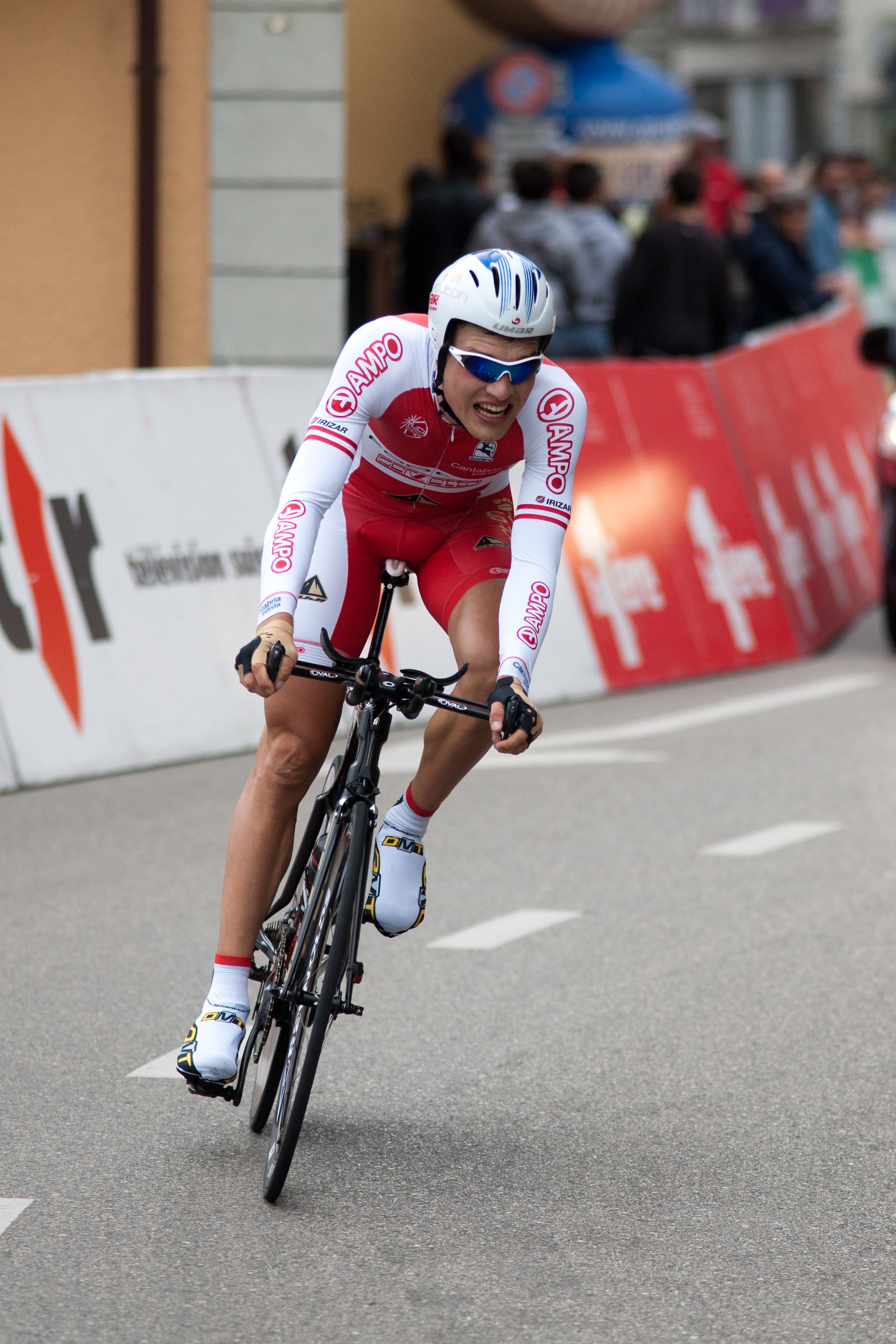
Matthias Brändle

El Campionat d'Àustria de ciclisme en contrarellotge s'organitza anualment des de l'any 1996 per determinar el campió ciclista d'Àustria en la modalitat.
El títol s'atorga al vencedor d'una única carrera, en la modalitat de contrarellotge individual. El vencedor obté el dret a portar un mallot amb els colors de la bandera austríaca fins al campionat de l'any següent quan disputa proves de contrarellotge.
Matthias Brändle, amb set victòries, ostenta el rècord de victòries.

## Palmarès masculí
| Any  | Primer              | Segon                  | Tercer                 |
| 1996 | Georg Totschnig     |                        |                        |
| 1997 | Georg Totschnig     | Bernhard Gugganig      | Dietmar Müller         |
| 1998 | Peter Luttenberger  | Roland Garber          | Florian Wiesinger      |
| 1999 | Florian Wiesinger   | René Haselbacher       | Josef Lontscharitsch   |
| 2000 | René Haselbacher    | Josef Lontscharitsch   | Bernhard Gugganig      |
| 2001 | Georg Totschnig     | Peter Luttenberger     | Friedrich Berein       |
| 2002 | Georg Totschnig     | Hannes Hempel          | Matthias Buxhofer      |
| 2003 | Andrew Bradley      | Martin Angerer         | Martin Moser           |
| 2004 | Georg Totschnig     | Peter Luttenberger     | Hans-Peter Obwaller    |
| 2005 | Hans-Peter Obwaller | Martin Moser           | Patrick Riedesser      |
| 2006 | Peter Luttenberger  | Thomas Rohregger       | Mario Lexmüller        |
| 2007 | Rupert Probst       | Hans-Peter Obwaller    | Christian Pfannberger  |
| 2008 | Stefan Denifl       | Andreas Graf           | Harald Starzengruber   |
| 2009 | Matthias Brändle    | Andreas Graf           | Michael Pichler        |
| 2010 | no disputat         | no disputat            | no disputat            |
| 2011 | Andreas Hofer       | Andreas Graf           | Josef Benetseder       |
| 2012 | Riccardo Zoidl      | Andreas Graf           | Andreas Hofer          |
| 2013 | Matthias Brändle    | Andreas Graf           | Andreas Hofer          |
| 2014 | Matthias Brändle    | Gregor Mühlberger      | Andreas Hofer          |
| 2015 | Georg Preidler      | Riccardo Zoidl         | Andreas Graf           |
| 2016 | Matthias Brändle    | Clemens Fankhauser     | Riccardo Zoidl         |
| 2017 | Georg Preidler      | Matthias Brändle       | Lukas Pöstlberger      |
| 2018 | Georg Preidler      | Matthias Brändle       | Felix Großschartner    |
| 2019 | Matthias Brändle    | Johannes Hirschbichler | Patrick Konrad         |
| 2020 | Matthias Brändle    | Patrick Gamper         | Felix Ritzinger        |
| 2021 | Matthias Brändle    | Felix Ritzinger        | Tobias Bayer           |
| 2022 | Felix Großschartner | Rainer Kepplinger      | Matthias Brändle       |
| 2023 | Patrick Gamper      | Felix Ritzinger        | Moran Vermeulen        |
| 2024 | Felix Großschartner | Patrick Gamper         | Johannes Hirschbichler |
| 2025 | Felix Großschartner | Patrick Gamper         | Ognjen Ilić            |

### Palmarès sub-23
| Any  | Primer            | Segon              | Tercer                 |
| 2000 | Christian Hölzl   | Stefan Probst      | Harald Starzengruber   |
| 2001 | Christian Hölzl   | Stefan Probst      | Christoph Schlögl      |
| 2002 | Harald Berger     | Andrew Bradley     | Martin Gratzer         |
| 2003 | Andrew Bradley    | Mario Lexmüller    | Hans-Jörg Leopold      |
| 2004 | Harald Berger     | Andreas Graf       | Josef Benetseder       |
| 2005 | Markus Eibegger   | Andreas Graf       | Christian Lener        |
| 2006 | Stefan Denifl     | Markus Eibegger    | Clemens Fankhauser     |
| 2007 |                   |                    |                        |
| 2008 | Stefan Denifl     | Matthias Brändle   | Daniel Schorn          |
| 2009 | Matthias Brändle  | Stefan Mair        | Stefan Denifl          |
| 2010 |                   |                    |                        |
| 2011 | Andreas Hofer     | Lukas Pöstlberger  | Dominik Brändle        |
| 2012 | Andreas Hofer     | Lukas Pöstlberger  | Patrick Konrad         |
| 2013 | Andreas Hofer     | Patrick Schultus   | Gregor Mühlberger      |
| 2014 | Gregor Mühlberger | Patrick Bosman     | Alexander Wachter      |
| 2015 | Gregor Mühlberger | Michael Gogl       | Markus Freiberger      |
| 2016 | Patrick Gamper    | Patrick Bosman     | Sebastian Schönberger  |
| 2017 | Markus Freiberger | Patrick Gamper     | Marco Friedrich        |
| 2018 | Markus Wildauer   | Patrick Gamper     | Marco Friedrich        |
| 2019 | Patrick Gamper    | Markus Wildauer    | Valentin Gotzinger     |
| 2020 | Tobias Bayer      | Max Veraszto       | Marco Friedrich        |
| 2021 | Tobias Bayer      | Valentin Götzinger | Maximilian Kabas       |
| 2022 | Maximilian Kabas  | Valentin Götzinger | Maximilian Schmidbauer |
| 2023 | Adrian Stieger    | Stefan Marbler     | Philipp Hofbauer       |
| 2024 | Adrian Stieger    | Philipp Hofbauer   | Sebastian Putz         |
| 2025 | Adrian Stieger    | Jakob Purtscheller | Benjamin Eckerstorfer  |

## Palmarès femení
| Any  | Primer                  | Segon                   | Tercer                  |
| 1995 | Doris Posch             | Tanja Klein             | Brigitte Krebs          |
| 1996 | Tanja Klein             | Brigitte Krebs          | Doris Posch             |
| 1997 | Brigitte Krebs          | Tanja Klein             | Michaela Brunngraber    |
| 1998 | Brigitte Krebs          | Michaela Brunngraber    | Doris Posch             |
| 1999 | Birgit Winter           | Michaela Brunngraber    | Doris Posch             |
| 2000 | Doris Posch             | Isabella Wieser         | Michaela Brunngraber    |
| 2001 | Doris Posch             | Andrea Purner-Koschier  | Isabella Wieser         |
| 2002 | Doris Posch             | Brigitte Krebs          | Isabella Wieser         |
| 2003 | Doris Posch             | Christiana Haas         | Bernadette Schober      |
| 2004 | Christiane Soeder       | Doris Posch             | Bärbel Jungmeier        |
| 2005 | Christiane Soeder       | Andrea Graus            | Bernadette Schober      |
| 2006 | Christiane Soeder       | Andrea Graus            | Monika Schachl          |
| 2007 | Christiane Soeder       | Andrea Graus            | Monika Schachl          |
| 2008 | Monika Schachl          | Daniela Pintarelli      | Jacqueline Hahn         |
| 2009 | Christiane Soeder       | Daniela Pintarelli      | Bettina Tesar           |
| 2010 | Christiane Soeder       | Jacqueline Hahn         | Karin Pekovits          |
| 2011 | Doris Posch             | Claudia Pfisterer       | Karin Pekovits          |
| 2012 | Christiane Soeder       | Martina Ritter          | Jacqueline Hahn         |
| 2013 | Martina Ritter          | Adelheid Schütz         | Andrea Graus            |
| 2014 | Martina Ritter          | Jacqueline Hahn         | Barbara Mayer           |
| 2015 | Martina Ritter          | Jacqueline Hahn         | Sylvia Gehnböck         |
| 2016 | Martina Ritter          | Anna Kiesenhofer        | Manuela Hartl           |
| 2017 | Martina Ritter          | Manuela Hartl           | Astrid Magnet           |
| 2018 | Martina Ritter          | Barbara Mayer           | Sylvia Gehnböck         |
| 2019 | Anna Kiesenhofer        | Manuela Hart            | Sarah Rijkes            |
| 2020 | Anna Kiesenhofer        | Astrid Lamprecht        | Christina Schweinberger |
| 2021 | Anna Kiesenhofer        | Gabriela Erharter       | Christina Schweinberger |
| 2022 | Christina Schweinberger | Anna Kiesenhofer        | Gabriela Erharter       |
| 2023 | Anna Kiesenhofer        | Christina Schweinberger | Anna Kofler             |
| 2024 | Anna Kiesenhofer        | Christina Schweinberger | Anna Kofler             |
| 2025 | Christina Schweinberger | Anna Kiesenhofer        | Caria Schrempf          |